# Соколовское сельское поселение (Краснодарский край)
Соколовское сельское поселение — муниципальное образование в Гулькевичском районе Краснодарского края России.
В рамках административно-территориального устройства Краснодарского края ему соответствует Соколовский сельский округ.
Административный центр — село Соколовское.

## Население
| 2010  | 2012  | 2013  | 2014  | 2015  | 2016  | 2017  |
| ----- | ----- | ----- | ----- | ----- | ----- | ----- |
| 4786  | ↘4736 | ↘4730 | ↘4702 | ↘4700 | ↘4620 | ↘4618 |
| 2018  | 2019  | 2020  | 2021  | 2023  |       |       |
| ↘4599 | ↘4572 | ↘4544 | ↘4229 | ↘4224 |       |       |

## Населённые пункты
В состав сельского поселения (сельского округа) входят 5 населённых пунктов:
| № | Населённый пункт | Тип населённого пункта | Население (чел.) |
| - | ---------------- | ---------------------- | ---------------- |
| 1 | Соколовское      | село                   | ↘3002            |
| 2 | Алексеевский     | хутор                  | ↘486             |
| 3 | Машевский,       | хутор                  | ↘434             |
| 4 | Новопавловский   | хутор                  | ↘722             |
| 5 | Петровский       | хутор                  | ↘142             |